# Jean-Claude Miche
Jean-Claude Miche MEP (* 9. August 1805 in Bruyères, Département Vosges; † 1. Dezember 1873 in Saigon) war ein französischer römisch-katholischer Ordensgeistlicher und Apostolischer Vikar von West-Cochin.

## Leben
Jean-Claude Miche trat der Ordensgemeinschaft der Pariser Mission bei und empfing am 5. Juni 1830 das Sakrament der Priesterweihe.
Am 11. März 1844 ernannte ihn Papst Gregor XVI. zum Titularbischof von Dausara und zum Koadjutorvikar von West-Cochin. Der Apostolische Vikar von West-Cochin, Dominique Lefèbvre MEP, spendete ihm am 13. Juni 1847 die Bischofsweihe.
Jean-Claude Miche wurde am 9. September 1864 in Nachfolge von Dominique Lefèbvre MEP Apostolischer Vikar von West-Cochin. 1869 trat Miche als Apostolischer Vikar von West-Cochin zurück.